# Yoshua Shing
Yoshua Shing, souvent appelé le Prince du ping-pong du Pacifique,, né le 20 juin 1993 à Port-Vila, est un pongiste vanuatuan. C'est le premier pongiste vanuatuan à se qualifier au mérite pour les Jeux olympiques. Il sera le porte-drapeau lors des jeux de 2016.

## Biographie
En 2020, Shing rend hommage aux personnels de santé de la région du Pacifique touchée par la pandémie de Covid-19. Pour ce faire, il organise un concert virtuel afin de récolter des dons. En effet, l'économie des pays insulaires du Pacifique reposent principalement sur le tourisme et avec la pandémie, l'économie est au plus bas.
Plusieurs personnalités internationales ont participé au concert virtuel comme la Première ministre néo-zélandaise Jacinda Ardern, le prince Charles ou encore Forest Whitaker.
Il participa à deux éditions des Jeux olympiques, à deux éditions des Championnats d'Océanie, à une édition de la Coupe du Pacifique et à une édition des Jeux du Commonwealth.
Il participe en 2006 aux Jeux du Commonwealth de Melbourne, en Australie, en équipe masculine doubles hommes et doubles mixtes. Il est classé 26e de l'équipe masculine. En 2010, il participe à l'édition qui se déroule à New Delhi, en Inde, en équipe masculine simple hommes, doubles hommes et doubles mixtes. Il est classé 26e de l'équipe masculine. En 2014, il participe à la nouvelle édition qui se déroule à Glasgow, au Royaume-Uni, en équipe masculine simple hommes, doubles hommes et doubles mixtes. Il se classe cette fois-ci 19e.

## Palmarès

### Jeux olympiques
- 2012 à Londres,  Royaume-Uni
  - 65e pour l'épreuve en simple de tennis de table[6]
- 2016 à Rio de Janeiro,  Brésil
  - 65e pour l'épreuve en simple de tennis de table[6]

### Championnats d'Océanie
- 2016 à Bendigo,  Australie[4]
  - Quarts de finale en doubles hommes avec Choy Freddy, ils battent Rohan Dhooria et Zaki Zenaidee
  - Demi-finales en doubles hommes avec Choy Freddy, ils battent Craig Dye et Tengteng Liu
  - Finale en doubles hommes avec Choy Freddy, ils battent Matthew Ball et Yi Sien Lin
  - Quarts de finale en doubles mixtes avec Sally Yee, battus par Emy Tsao et Kai Peng
- 2018,  Australie[4]
  - Huitièmes de finale en simple homme, battu par Trent Carter
  - Quarts de finale en doubles hommes avec Ham Lulu, battus par Dean Shu et Alfred Dela Pena
  - Huitièmes de finale en doubles mixtes avec Anolyn Lulu, ils battent Nolann Charles et Solenn Danger
  - Quarts de finale en doubles mixtes avec Anolyn Lulu, battus par Xin Chris Yan et Jian Fang Lay

### Coupe du Pacifique
- 2018 à Port-Vila,  Vanuatu
  -  Médaille d'or en simple masculin[2]

### Jeux du Commonwealth
- 2018 à Gold Coast,  Australie[4]
  - Seizièmes de finale en doubles mixtes avec Anolyn Lulu, battus par Herming Hu et Melissa Tapper